# 圣文生堂 (维多利亚)
圣文生堂（西班牙语: Iglesia de San Vicente Mártir）是一座教堂，位于西班牙维多利亚。1984年公布为西班牙國家文物古蹟。
该堂得名于4世纪殉道圣人萨拉戈萨的圣文生。